# 390-я отдельная гвардейская бригада морской пехоты
390-я отдельная гвардейская бригада морской пехоты (каз. 390-шы жеке гвардиялық теңіз жаяу әскерлері бригадасы, формально войсковая часть № 25744, сокращённо 390-я огбрмп) — отдельная бригада морской пехоты, входящая в состав Сухопутных войск Республики Казахстан и подчинённая Региональному командованию «Запад» Сухопутных войск. Расквартирована в городе Актау. Полное название — 390-я отдельная гвардейская Венская орденов Кутузова III степени и Александра Невского бригада морской пехоты (каз. 390-шы жеке гвардиялық Веналық ІІІ дәрежелі Кутузов және Александр Невский орденді теңіз жаяу әскерлері бригадасы).
В текущем виде бригада существует с 2002 года. Она является наследником традиций и регалий 892-го стрелкового полка 298-й стрелковой дивизии, воевавшего в Великую Отечественную войну: позже он был преобразован в 51-й гвардейский учебный мотострелковый полк 80-й гвардейской учебной мотострелковой дивизии ВС СССР и ВС Республики Казахстан. Также она является единственной бригадой морской пехоты в составе Вооружённых сил Республики Казахстан.

## История

### Предшественники
История бригады морской пехоты отсчитывается с 17 февраля 1942 года, когда в городе Алейск Алтайского края был сформирован 892-й стрелковый полк, вошедший в состав 298-й стрелковой дивизии. Полк отличился в Сталинградской битве, за что 4 марта 1943 года был удостоен звания гвардейского, а 7 мая 1945 года получил почётное наименование «Венский» как отличившийся в боях за Вену. Также полк был награждён орденом Александра Невского за успешные действия по разгрому немцев в ходе Ясско-Кишинёвской операции в 1944 году и орденом Кутузова III степени 26 апреля 1945 года за взятие города Секешфехервар.
Полк был также известен как 55-й гвардейский механизированный полк. После войны он нёс службу после войны в венгерском Капошваре, с июня 1946 года — в Каттакургане (Узбекская ССР), с 19 мая 1960 года — в Самарканде (Узбекская ССР). С 1971 года нёс службу в пгт Гвардейский Жамбылской области Казахской ССР. В 1992 году 80-я гвардейская учебная мотострелковая дивизия, в составе которой был этот полк (тогда уже 51-й гвардейский учебный мотострелковый полк), вошла в состав Вооружённых сил Республики Казахстан. В июне 2002 года на основе этой дивизии была образована 40-я военная база, куда перешли многие части, за исключением этого полка.

### Отдельная бригада
12 июня 2002 года на основе 51-го гвардейского учебного мотострелкового полка была сформирована 2-я гвардейская отдельная мотострелковая бригада, вошедшая в состав Регионального командования «Запад» Сухопутных войск Республики Казахстан и расквартированная в Актау. В соответствии с директивой Министра обороны РК от 24 августа 2004 года бригада была преобразована в 390-ю отдельную гвардейскую бригаду береговой обороны. 17 марта 2011 года 390-я отдельная гвардейская бригада береговой обороны была преобразована в 390-ю отдельную гвардейскую бригаду морской пехоты — единственную подобную бригаду в составе Вооружённых сил Республики Казахстан. 31 мая того же года представители бригады посетили базу Корпуса морской пехоты США на Пэррис-Айленд для ознакомления с программой подготовки новобранцев корпуса и обмена опытом подготовки бойцов.
Личный состав бригады участвовал в разных командно-штабных учениях, в том числе «Море мира-2002», «Батыс-2003», «Море мира-2003», «Батыс-2004», «Рубеж-2006», «Взаимодействие-2009», «Мирная миссия-2010», «Центр-2011», «Батыс-2013», «Центр-2015» и «Калкан-2021». В 2014 году на чемпионате мира по танковому биатлону выступал танковый экипаж, составленный из бойцов 390-й отдельной гвардейской бригады морской пехоты. Бойцы бригады также участвовали в учениях «Каспий-2015» и чемпионате мира по танковому биатлону.

## Подготовка личного состава
Значительную часть личного состава бригады составляют бойцы срочной службы, среди них немного контрактников. В то же время к бойцам бригады предъявляются крайне высокие требования: учитываются не только физическая и интеллектуальная пригодность, но и психологическая совместимость кандидата с другими бойцами и его личное желание служить в морской пехоте. В бригаде обычно служат бойцы ростом от 175 см и выше; для попадания в бригаду боец должен иметь здоровье по категории A (отсутствие каких-либо ограничений по здоровью к воинской службе в рядах ВС РК).
В плане физподготовки кандидат должен быть способен подтянуться 10—12 раз. Бойцу необходимо будет совершать марш-бросок в 30—35 км для выполнения боевой задачи, а после её выполнения должен уйти от преследования и совершить марш-бросок в 10—15 км в максимальном темпе. В связи с подобными требованиями в бригаду отбираются те, кто занимался плаванием, бегом на длинные и средние дистанции, велоспортом, греблей, лыжным спортом, борьбой и боксом. Приветствуются наличие спортивного разряда и определённые технические знания.
В ведение бригады входит оборона Каспийского побережья страны, в том числе военно-морских баз и береговых объектов, а также борьба с диверсантами. Также морпехи могут осуществлять десантирование с моря и с воздуха.
Личный состав проходит подготовку на «тропе разведчика» — полосе препятствий, которую он преодолевает под огнём из стрелкового оружия. Также бойцы проходят «скальную» подготовку, выполняют упражнения из курса подготовки десантников, преодолевают проволочный забор под напряжением, осваивают работу со взрывчатыми веществами и метание боевых ручных гранат, проходят «обкатку танками» и изучают скрытное передвижение по труднопроходимой местности.

## Структура
В состав бригады входят:
- управление бригады
- 1-й штурмовой батальон
- 2-й штурмовой батальон
- десантно-штурмовой батальон
- танковый батальон
- артиллерийский дивизион
- штабной батальон
- реактивная артиллерийская батарея
- зенитный дивизион
- батальон обеспечения

## Вооружение
Бригада оснащена современными бронетранспортёрами БТР-82А. Основное стрелковое оружие бойца — автомат АК-74Н2; снайперы используют снайперские винтовки Драгунова.

## Командиры бригады
- гвардии подполковник Мереке Кучикбаев[9]
- гвардии подполковник Жаннур Саткынов[1]

### Известные военнослужащие
- гвардии майор Нурлан Карибаев, начальник штаба[5]
- гвардии майор Канат Аккожаев, командир 1-го батальона морской пехоты (награждён медалью «За воинскую доблесть»)[1]
- гвардии подполковник Ерлан Нуралин, заместитель командира по воспитательной работе[1]
- гвардии капитан Смаилов Амангельды, начальник отдела службы войск (награжден медалью "Жауынгерлік ерлігі үшін")
- гвардии капитан Ерболат Нурланов, командир 2-го батальона морской пехоты специального назначения[2]